# Tropidion investitum
Tropidion investitum là một loài bọ cánh cứng trong họ Cerambycidae.